# Гамильтон, Уильям Роуэн
Сэр Уи́льям Ро́уэн Га́мильтон (англ. William Rowan Hamilton; 4 августа 1805 — 2 сентября 1865) — ирландский математик, механик-теоретик, физик-теоретик, «один из лучших математиков XIX века». Известен фундаментальными открытиями в математике (кватернионы, основы векторного анализа, вариационное исчисление, обоснование комплексных чисел), аналитической механике (гамильтонова механика) и оптике. Автор предельно общего вариационного принципа наименьшего действия, применяемого во многих разделах физики.
Королевский астроном Ирландии (1827—1865). Член Ирландской королевской академии (1837; в 1837—1845 годах — её президент). Член-корреспондент многих академий наук и научных обществ, в том числе Российской академии наук (1837), первый иностранный член Национальной академии наук США (1864). Академик А. Н. Крылов писал, что Гамильтон — «один из величайших математиков, отличавшийся многочисленностью своих работ, важностью заключавшихся в них открытий, глубиною мысли, оригинальностью методов, вместе с тем и как вычислитель имевший мало себе равных».

## Биография

### Детство и юность
Гамильтон был четвёртым из девяти детей в семье ирландки Сары Хаттон (англ. Sarah Hutton, 1780—1817) и полуирландца, полушотландца Арчибальда Гамильтона (англ. Archibald Hamilton, 1778—1819). Арчибальд, родом из городка Данбойн, работал в Дублине юристом. Из-за финансовых затруднений и плохого здоровья родителей было решено с годовалого возраста передать мальчика на воспитание дяде по отцу. Дядя, Джеймс Гамильтон, человек хорошо образованный, служил викарием и учителем в городе Трим; он с симпатией отнёсся к племяннику и всячески помогал его развитию. Вскоре Уильям окончательно остался без родителей — мать умерла, когда мальчику было 12 лет, отец пережил её на два года. Позднее Гамильтон взял на себя заботу о трёх своих осиротевших сёстрах.
Уже в детстве мальчик проявил необыкновенные дарования. В 3 года он свободно читал и начал осваивать арифметику. В 7 лет он знал латынь, греческий и древнееврейский языки. В 12 — под руководством дяди Джеймса, хорошего лингвиста, — знал уже 12 языков и среди них персидский, арабский и санскрит. В 13 лет он написал руководство по сирийской грамматике. Литературу и поэзию Гамильтон всю жизнь высоко ценил и время от времени сам пробовал писать стихи. Среди его литературных знакомых были знаменитый поэт-романтик Уильям Вордсворт, дружба между ними продолжалась до конца жизни Вордсворта, а также Сэмюэл Кольридж, с которым Гамильтон завязал оживлённую переписку.
После языков настала пора увлечения математикой. Ещё в десятилетнем возрасте Гамильтону попался латинский перевод «Начал» Евклида, и он детально изучил это сочинение; в 13 лет он прочёл «Универсальную арифметику» Ньютона; в 16 лет — большую часть «Математических начал натуральной философии» Ньютона (при этом Гамильтон — по работам Клеро и Лапласа — изучал и континентальную математику, что в Великобритании было ещё новостью). В 17 лет Уильям приступил к изучению «Небесной механики» Лапласа; в этом трактате он обнаружил логическую ошибку и сообщил о ней королевскому астроному Ирландии Джону Бринкли. Тот оценил способности юноши и стал помогать его научному развитию. Крупных учёных в Ирландии было совсем мало, и фактически Гамильтон изучал математику и физику самоучкой, в затруднительных случаях прибегая к помощи Бринкли. Ирландская писательница Мария Эджуорт, с семьёй которой подружился Уильям, назвала его «чудом талантливости, о котором профессор Бринкли говорит, что он может стать вторым Ньютоном».

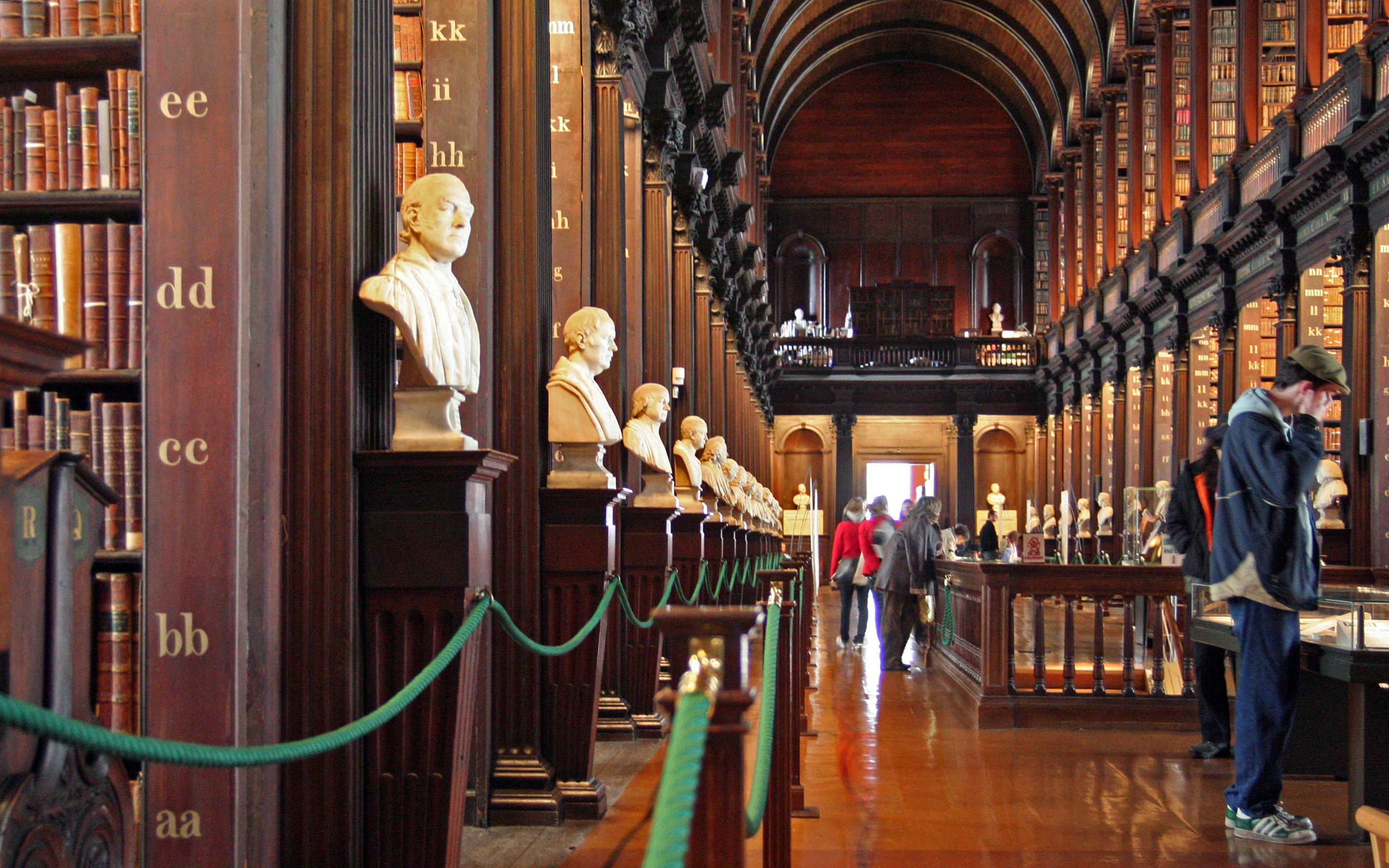
Один из залов библиотеки Тринити-колледжа (Long Room)

В 1815—1823 годах Уильям учился в школе, затем 18-летний юноша поступил в Тринити-колледж Дублинского университета. Там он показал столь блестящие способности (первый по всем предметам), что в 1827 году, ещё 22-летним студентом, по рекомендации ушедшего в отставку Бринкли был назначен на его место — профессором астрономии в Дублинском университете и королевским астрономом Ирландии. В университете бывший студент Гамильтон, так никогда и не защитивший диссертацию, читал курс небесной механики.

### Королевский астроном
В 1827 году Гамильтон занял пост королевского астронома Ирландии (что автоматически означало по совместительству пост директора Дансинкской обсерватории) и занимал его на протяжении 38 лет — дольше, чем кто бы то ни было на этой должности. Он опубликовал ряд работ по геометрической оптике, представляющих большую ценность для теории оптических инструментов, но чисто астрономическими проблемами занимался мало; комиссии из Лондона дважды подвергали его критике за недостаточное усердие.

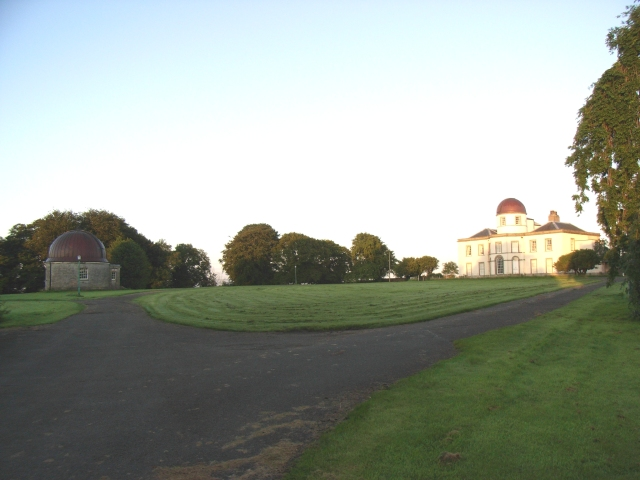
Обсерватория в Дансинке

В 1833 году Гамильтон женился на Хелен Бэйли (Helen Maria Bayley). У них родились два сына и дочь. Брак оказался не слишком удачным, и Гамильтон начал злоупотреблять алкоголем.
В период 1834—1835 годов появились классические работы по «гамильтоновой механике». Шотландский математик Питер Тэт назвал эти работы «крупнейшим дополнением теоретической динамики со времени великих эпох Ньютона и Лагранжа». За открытия в оптике и по совокупности научных заслуг вице-король Ирландии возвёл Гамильтона в рыцарское достоинство (1835) и назначил ежегодное пособие в 200 фунтов, а лондонское Королевское общество наградило его (совместно с Фарадеем) Королевской медалью.
Однако впереди был ещё целый ряд крупных открытий. В том же 1835 году Гамильтон завершил разработку нового, чрезвычайно общего подхода к решению задач динамики в виде вариационного принципа (принцип Гамильтона). Спустя почти столетие именно этот подход оказался ключевым для создания квантовой механики, а открытый Гамильтоном вариационный принцип с успехом был использован при разработке уравнений поля общей теории относительности.
В 1837 году Гамильтона избрали президентом Ирландской королевской академии. В том же году по представлению академиков В. Я. Буняковского, М. В. Остроградского и П. Н. Фусса он был избран членом-корреспондентом Петербургской академии наук за работу «Об общем методе в динамике».
1843 год стал в жизни Гамильтона переломным. В этом году он открыл алгебраическую систему кватернионов — обобщение системы комплексных чисел — и оставшиеся два десятилетия своей жизни посвятил их исследованию. В Великобритании теорию кватернионов встретили с необыкновенным энтузиазмом и «глубоким уважением, доходящим до благоговения»; в Ирландии (а затем — и в Англии) она стала обязательным элементом образования.
В 1846 году случился неприятный скандал на обеде Геологической ассоциации, куда Гамильтон явился в состоянии чрезвычайно сильного опьянения: в результате он подал в отставку с поста президента Ирландской академии. Год спустя скончался дядя Джеймс, заменивший Уильяму отца.
Весной 1865 года здоровье Гамильтона стало быстро ухудшаться. Свой многолетний труд, монографию «Элементы кватернионов», он успел завершить за несколько дней до смерти. Гамильтон скончался 2 сентября в возрасте 60 лет. Похоронен на дублинском кладбище Mount Jerome Cemetery and Crematorium.

## Научный вклад
Во всех своих основных работах Гамильтон стремился поставить и решить задачу максимально общим, универсальным способом, глубоко исследовать открытые им методы и ясно очертить области их практического применения.

### Математика

#### Теория комплексных чисел
В 1835 году Гамильтон опубликовал работу «Теория алгебраических пар» (Theory of Algebraic Couples), в которой дал строгое построение теории комплексных чисел. Если Эйлер рассматривал комплексное число как формальную сумму {\displaystyle a+bi}, а Вессель и Гаусс пришли к геометрической интерпретации комплексных чисел, трактуя их как точки координатной плоскости (причём последний в 1831 году в работе «Теория биквадратных вычетов» также предложил вполне строгое построение алгебры комплексных чисел), то Гамильтон (вероятно, не знакомый с работой Гаусса) рассматривал комплексное число как пару {\displaystyle (a,b)} действительных чисел. Ныне все три подхода распространены в равной мере; при этом с появлением работ Гаусса и Гамильтона был снят вопрос о непротиворечивости теории комплексных чисел (точнее, он был сведён к вопросу о непротиворечивости теории действительных чисел).

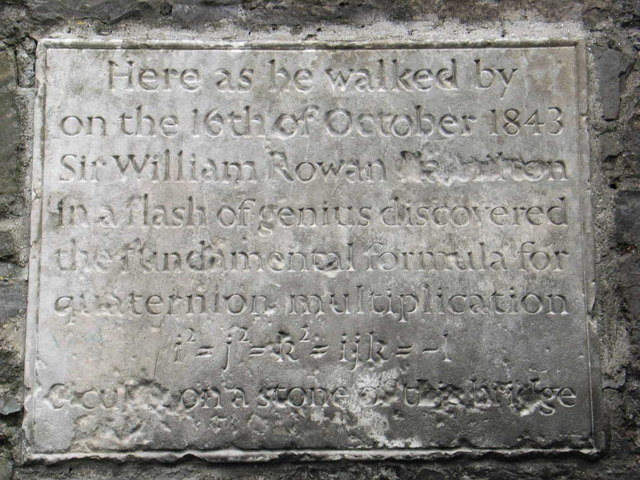
Памятная табличка на мосту Брум Бридж в Дублине: «Здесь на прогулке, 16 октября 1843 года, сэр Уильям Роуэн Гамильтон, во вспышке гения, открыл формулу умножения кватернионов»

Геометрическая интерпретация комплексных чисел открывала возможность плодотворного применения их в планиметрии и при решении двумерных задач математической физики. Пытаясь добиться аналогичного результата в пространственном случае, Гамильтон в течение нескольких лет работал над обобщением понятия комплексного числа и созданием полноценной системы «чисел» из троек действительных чисел (сложение должно было — как и для комплексных чисел — быть покомпонентным; проблема состояла в надлежащем определении умножения). Не преуспев в этом, он обратился к четвёркам действительных чисел. Озарение пришло к нему в один из октябрьских дней 1843 года — во время прогулки по дублинскому мосту; так появились кватернионы.

#### Теория кватернионов

##### Создание теории кватернионов
Для открытых им «четырёхчленных чисел» Гамильтон ввёл название кватернионы — от лат. quaterni ‘по четыре’. Наряду с представлением кватернионов четвёрками действительных чисел он — по аналогии с комплексными числами — записывал кватернионы и как формальные суммы вида
{\displaystyle (*)\qquad q\,=\,a+bi+cj+dk\,,}
где {\displaystyle i,j,k} — три кватернионные единицы (аналоги мнимой единицы {\displaystyle i}). Предполагая умножение кватернионов дистрибутивным относительно сложения, Гамильтон свёл определение операции умножения кватернионов к заданию таблицы умножения для базовых единиц {\displaystyle 1,i,j,k} вида :
Из таблицы видно, что умножение кватернионов не является коммутативным (поэтому алгебраическая система кватернионов является телом, но не полем). В 1878 году Г. Фробениус объяснил причину неуспеха Гамильтона с тройками действительных чисел, доказав следующее утверждение (теорема Фробениуса): над полем действительных чисел {\displaystyle \mathbb {R} } существуют лишь три конечномерные ассоциативные алгебры с делением: само {\displaystyle \mathbb {R} }, поле комплексных чисел {\displaystyle \mathbb {C} } и тело кватернионов {\displaystyle \mathbb {H} }.
Два следующих десятилетия Гамильтон посвятил подробному исследованию новых чисел и практическим приложениям, написав на эту тему 109 статей и две объёмные монографии «Лекции о кватернионах» и «Элементы кватернионов». Правую часть формулы {\displaystyle (*)} он рассматривал как сумму двух слагаемых: скалярной части (число {\displaystyle a}) и векторной части (оставшаяся часть суммы); позднее некоторые авторы использовали соответственно выражения «вещественная часть» и «мнимая часть». Так в математику впервые вошли слова вектор (1847 г.) применительно к кватерниону с нулевой скалярной частью и скаляр (1853 г.) применительно к кватерниону с нулевой векторной частью. В качестве векторной и скалярной частей кватернионного произведения двух векторов появились на свет соответственно векторное и скалярное произведения.

##### Приложения кватернионов
Крупнейшим продолжателем работ Гамильтона и популяризатором кватернионов стал его ученик — шотландский математик Питер Тэт, предложивший для них множество приложений к геометрии, сферической тригонометрии и физике. Одним из первых таких приложений стало изучение пространственных преобразований. Комплексные числа успешно используются для моделирования произвольных движений на плоскости: сложению чисел соответствует перенос точек комплексной плоскости, а умножению — поворот (с одновременным растяжением, если модуль множителя отличен от 1).
Аналогично кватернионы представляют собой удобный инструмент для исследования движений в трёхмерном евклидовом пространстве (см. Кватернионы и вращение пространства): такое их использование основано на геометро-числовой интерпретации кватернионов, при которой кватернионным единицам сопоставляются (в современной терминологии) векторы некоторого правого ортонормированного базиса в трёхмерном пространстве. Тогда устанавливается взаимно однозначное соответствие между трёхмерными поворотами и внутренними автоморфизмами тела кватернионов; каждый такой автоморфизм может быть порождён кватернионом с модулем, равным 1 (модуль кватерниона {\displaystyle q} определяется как корень квадратный из суммы квадратов его компонентов {\displaystyle a,b,c,d}), причём данный кватернион, называемый кватернионом поворота, определяется с точностью до знака. При этом последовательному выполнению двух поворотов соответствует умножение соответствующих кватернионов поворота. Этот факт, кстати, ещё раз иллюстрирует некоммутативность умножения кватернионов, поскольку результат выполнения двух трёхмерных поворотов существенно зависит от порядка их выполнения.
В ходе исследований кватернионов Гамильтон попутно ввёл понятие векторного поля (сам термин «поле» у него ещё отсутствует, вместо него использовалось понятие векторной функции точки) и заложил основы векторного анализа. Символика Гамильтона (в частности, введённый им оператор набла) позволила ему компактно записывать основные дифференциальные операторы векторного анализа: градиент, ротор и дивергенцию . На основе работ Гамильтона Гиббс и Хевисайд выделили и развили систему векторного анализа, уже отделённую от теории кватернионов; она оказалась чрезвычайно полезной в прикладной математике и вошла в учебники.
Максвелл ознакомился с кватернионами благодаря Тэту, своему школьному другу, и высоко их оценил: «Изобретение исчисления кватернионов есть шаг вперёд в познании величин, связанных с пространством, который по своей важности можно сравнить только с изобретением пространственных координат Декартом». В ранних статьях Максвелла по теории электромагнитного поля кватернионная символика применяется для представления дифференциальных операторов, тем не менее в последних своих работах Максвелл отказался от кватернионной символики в пользу более удобного и наглядного векторного анализа Гиббса и Хевисайда.

##### Историческое значение теории кватернионов
В XX веке были сделаны несколько попыток использовать кватернионные модели в квантовой механике и теории относительности. Реальное применение кватернионы нашли в современной компьютерной графике и программировании игр, а также в вычислительной механике, в инерциальной навигации и теории управления. С 2003 года издаётся журнал «Гиперкомплексные числа в геометрии и физике».
Феликс Клейн высказал мнение, что «кватернионы хороши и применимы на своём месте, но они не имеют всё же такого значения, какое имеют обыкновенные комплексные числа». Во многих областях применения были найдены более общие и практичные средства, чем кватернионы. Например, в наши дни для исследования движений в пространстве чаще всего применяется матричное исчисление; однако там, где важно задавать трёхмерный поворот при помощи минимального числа скалярных параметров, использование параметров Родрига — Гамильтона (то есть четырёх компонент кватерниона поворота) весьма часто оказывается предпочтительным: такое описание никогда не вырождается, а при описании поворотов тремя параметрами (например, углами Эйлера) всегда существуют критические значения этих параметров, когда описание вырождается.
В любом случае исторический вклад кватернионов в развитие математики был неоценим. Анри Пуанкаре писал: «Их появление дало мощный толчок развитию алгебры; исходя от них, наука пошла по пути обобщения понятия числа, придя к концепциям матрицы и линейного оператора, пронизывающим современную математику. Это была революция в арифметике, подобная той, которую сделал Лобачевский в геометрии».

#### Геометрия и другие области математики
В 1861 г. Гамильтон в области планиметрии доказал носящую его имя теорему Гамильтона:
Три отрезка прямых, соединяющих ортоцентр с вершинами остроугольного треугольника, разбивают его на три треугольника Гамильтона, имеющих ту же самую окружность Эйлера (окружность девяти точек), что и исходный остроугольный треугольник.

Головоломка Гамильтона (показано одно из решений)

В 1856 году Гамильтон исследовал группу симметрий икосаэдра и показал, что у неё имеются три порождающих элемента. Изучение другого многогранника, додекаэдра, привело впоследствии к появлению в теории графов полезного понятия «гамильтонова графа»; кроме того, Гамильтон придумал занимательную головоломку, связанную с обходом рёбер додекаэдра, и выпустил её в продажу (1859). Эта игра, красочно оформленная как «Путешествие вокруг света», долгое время выпускалась в разных странах Европы.
С момента возникновения теории кватернионов Гамильтон постоянно имел в виду приложения возникшего в её рамках аппарата векторов к пространственной геометрии. При этом направленный отрезок {\displaystyle {\overline {AB}}} с началом в точке {\displaystyle A} и концом в точке {\displaystyle B} Гамильтон трактовал именно как вектор и записывал (вслед за Мёбиусом) в виде {\displaystyle B-A} (то есть как разность конца и начала). Сам термин «вектор» был образован им от латинского глагола vehere ‘нести, тянуть’ (имелся в виду перенос подвижной точки из начального положения {\displaystyle A} в конечное положение {\displaystyle B}).
Геометрия обязана Гамильтону и такими терминами, как «коллинеарность» и «компланарность» (применявшимися только к точкам; для векторов с общим началом в соответствующих случаях употреблялись выражения termino-collinear и termino-coplanar).
Несколько работ Гамильтона посвящены уточнению работ Абеля по разрешимости уравнения пятой степени и численным методам. В ходе своих исследований кватернионов Гамильтон доказал ряд алгебраических теорем, которые в наши дни относят к теории матриц. Важную в линейной алгебре теорему Гамильтона — Кэли он фактически доказал для матриц размерности {\displaystyle 4\times 4}, само понятие матрицы и формулировку теоремы (без доказательства) опубликовал Кэли (1858), для общего случая доказательство дал Фробениус в 1898 году.

### Оптика

#### Теория распространения света
Первую свою крупную научную работу, озаглавленную «Caustics», 19-летний Гамильтон представил в 1824 году доктору Бринкли, тогдашнему президенту Ирландской академии наук. Работа эта (посвящённая развитию дифференциальной геометрии прямолинейных конгруэнций с применением к теории оптических инструментов) осталась в рукописи, однако с 1827 года Гамильтон начал публикацию серии статей со значительно расширенным и углублённым её вариантом под общим заглавием «Теория систем лучей» (Theory of Systems of Rays). 23 апреля 1827 года Гамильтон прочитывает первую из них в Ирландской королевской академии.
В данных статьях Гамильтон стремился построить формальную теорию известных оптических явлений, которая была бы приемлема безотносительно к принимаемой точке зрения на природу света (то есть к его трактовке либо как потока частиц, либо как распространяющихся волн). Он заявлял, что его цель — создать теорию оптических явлений, которая обладала бы такой же «красотой, эффективностью и гармонией», что и аналитическая механика Лагранжа.
В первой из статей цикла (1827 год) Гамильтон применительно к случаю оптически однородной среды исследует общие свойства световых лучей, которые выходят из одной светящейся точки и подвергаются либо отражениям, либо преломлениям. В основу исследования он кладёт известные из опыта законы отражения и преломления лучей. Исходя из этих представлений геометрической оптики, Гамильтон приходит к понятию «поверхностей постоянного действия» (в волновой интерпретации — фронт волны), получает и анализирует описывающие данные поверхности дифференциальные уравнения.
В конце статьи Гамильтон показывает, что все оптические законы могут быть выведены из чрезвычайно общего и плодотворного вариационного принципа, применённого к некоторой «характеристической функции», которая характеризует конкретную оптическую систему. В современной терминологии эта функция представляет собой интеграл от действия как функцию пределов интегрирования; его часто называют «эйконалом Гамильтона». В письме к Кольриджу Гамильтон вспоминал:

Моей целью было не открывать новые феномены, не улучшать конструкции оптических инструментов, но с помощью дифференциального исчисления преобразовать геометрию света, посредством установления единого метода для решения всех проблем этой науки.

Он поясняет: «Общей проблемой, которую я поставил перед собой в оптике, является исследовать математические следствия принципа наименьшего действия». Этот принцип, далеко обобщающий классический «принцип наименьшего времени Ферма», оказался единым как для механики, так и для оптики. Средствами своей теории Гамильтон также строго доказал, что геометрическая оптика есть предельный случай волновой оптики для малых длин волн.
В «Первом дополнении» (1830 год) Гамильтон распространяет исследование на случай произвольных оптических сред (неоднородных и неизотропных); при этом наряду с характеристической функцией {\displaystyle V} вводится ещё вторая функция {\displaystyle W}, зависящая от направляющих косинусов последнего отрезка луча. Во «Втором дополнении» (тот же 1830 год) Гамильтон получает для {\displaystyle V} уравнение в частных производных, а функцию {\displaystyle W} истолковывает как общий интеграл данного уравнения.
Законченный вид теория Гамильтона обретает в «Третьем дополнении» (1832 год). Здесь он доказывает, что метод характеристических функций описывает геометрию световых лучей с полной общностью и совместим как с корпускулярной, так и с волновой теориями света.

#### Применения теории
В «Третьем дополнении» Гамильтон на основании своей теории предсказал явление внутренней конической рефракции: если в кристалле с двумя оптическими осями вырезать плоскую пластину перпендикулярно одной из осей и направить на эту пластину пучок света так, чтобы он преломился параллельно оптической оси, то на выходе из пластины будет видно светящееся кольцо (диаметр которого зависит от толщины пластины). Опыты с арагонитом, проведённые университетским физиком Хамфри Ллойдом, доставили данному предсказанию экспериментальное подтверждение. Это открытие, сенсационное само по себе, наглядно показало плодотворность методов Гамильтона, его даже сравнивали с открытием Нептуна «на кончике пера».
Хотя теоретические исследования Гамильтона по оптике изначально преследовали цель создания надёжно обоснованных математических методов расчёта оптических инструментов, его блестящие работы в течение нескольких десятилетий не находили практического применения. Лишь впоследствии теория Гамильтона нашла широкое применение в прикладной геометрической оптике и теории оптических приборов.
Выбирая, какую из теорий света — корпускулярную или волновую — следует предпочесть, Гамильтон в конце концов сделал выбор в пользу последней. С 1832 года он способствовал принятию в Великобритании принципа волновой природы света, который в то время благодаря работам Френеля уже победил во Франции, но, несмотря на пионерские работы Томаса Юнга, долгое время отвергался большинством английских физиков. В своих работах Гамильтон доказал, что вариационный подход, ранее предложенный для геометрической оптики, полностью сохраняет силу и для волновой теории.
Историки науки обнаружили, что в ходе изучения распространения волн Гамильтон в 1839 году первым ввёл понятие групповой скорости волны и указал на различие между групповой и фазовой скоростями волны; однако это его открытие осталось незамеченным и несколько позднее было переоткрыто Стоксом и Рэлеем. Указанное различие также оказалось фундаментальным при разработке аппарата квантовой механики.

#### Историческое значение оптики Гамильтона
Выдающиеся работы Гамильтона по оптике и открытая им оптико-механическая аналогия не сразу были оценены научной общественностью. Только в конце XIX века, когда ряд его результатов был переоткрыт Г. Брунсом и другими исследователями, началось их внедрение в оптику. Позднее — уже в начале XX века — синтез проблем оптики и механики, достигнутый в работах Гамильтона, был вновь найден Л. де Бройлем в работах по фотонной теории света (где он пришёл к концепции корпускулярно-волнового дуализма — установив соответствие между принципом Мопертюи — Эйлера, применённым к движению частицы, и принципом Ферма, применённым к движению связанной с ней волны, он дал квантовое объяснение оптико-механической аналогии). Чуть позже идеи Гамильтона сыграли вдохновляющую роль для исследований Э. Шрёдингера, разработавшего волновую механику и получившего для волновой функции основное уравнение квантовой механики — уравнение Шрёдингера.

### Теоретическая механика и физика

Уильям Гамильтон, президент Ирландской академии наук (рисунок около 1840 г.)

#### Принцип стационарного действия
Описанные выше вариационные методы, предложенные Гамильтоном для задач оптики, он вскоре развил в применении к общей задаче механики, где ввёл в рассмотрение аналог «характеристической функции» — «главную функцию», представляющую собой интеграл действия.
Основная задача динамики: рассчитать движение тела или системы тел при заданном распределении действующих сил. При этом на систему тел могут быть наложены связи (стационарные или меняющиеся с течением времени). В конце XVIII века Лагранж в своей «Аналитической механике» уже сформулировал свой вариант вариационного принципа и дал решение задачи для случая систем с голономными связями.
Гамильтон в 1834—1835 годах опубликовал (в двух статьях «Об общем методе динамики») для механических систем со стационарными голономными связями новый вариационный принцип (известный ныне как принцип стационарного действия, или принцип Гамильтона):
{\displaystyle \delta {\mathcal {S}}\,=\delta \int _{t_{1}}^{t_{2}}L(\mathbf {q} (t),\mathbf {\dot {q}} (t),t)\ {\rm {d}}t\,=\,0\,\,.}
Здесь {\displaystyle S} — действие, {\displaystyle L} — лагранжиан динамической системы, {\displaystyle q} — обобщённые координаты. Гамильтон положил этот принцип в основу своей «гамильтоновой механики». Он указал способ построения «фундаментальной
функции» (функции Гамильтона), из которой дифференцированием и конечными преобразованиями, без какого-либо интегрирования, получаются все решения вариационной задачи.
В обобщённых координатах действие по Гамильтону имеет вид:
{\displaystyle S[p,q]\,=\int {\big (}\sum _{i}p_{i}{\rm {d}}q_{i}-{\mathcal {H}}(q,p,t){\rm {d}}t{\big )}\,=\int {\big (}\sum _{i}p_{i}{\dot {q}}_{i}-{\mathcal {H}}(q,p,t){\big )}{\rm {d}}t\,,}
где {\displaystyle {\mathcal {H}}(q,p,t)\equiv {\mathcal {H}}(q_{1},q_{2},\dots ,q_{N},p_{1},p_{2},\dots ,p_{N},t)} — функция Гамильтона данной системы; {\displaystyle q\equiv q_{1},q_{2},\dots ,q_{N}} — (обобщённые) координаты,
{\displaystyle p\equiv p_{1},p_{2},\dots ,p_{N}} — сопряжённые им обобщённые импульсы. Набор координат и импульсов характеризует (в каждый момент времени) динамическое состояние системы и, таким образом, полностью определяет эволюцию (движение) данной системы. Заметим, что в 1848 году М. В. Остроградский распространил принцип Гамильтона на случай систем с нестационарными голономными связями (после чего распространилось название принцип Гамильтона — Остроградского); в 1901 году Г. К. Суслов и П. В. Воронец независимо обобщили принцип Гамильтона — Остроградского на случай неголономных систем.

#### Канонические уравнения Гамильтона
Проварьировав действие {\displaystyle S} независимо по всем {\displaystyle q_{i}} и {\displaystyle p_{i}}, Гамильтон в 1835 году получил новую форму уравнений движения механических систем — канонические уравнения Гамильтона:
{\displaystyle {\frac {{\rm {d}}q_{_{i}}}{{\rm {d}}t}}\;=\;{\frac {\partial {\mathcal {H}}}{\partial p_{_{i}}}}\,,\qquad {\frac {{\rm {d}}p_{_{i}}}{{\rm {d}}t}}\;=\;-\,{\frac {\partial {\mathcal {H}}}{\partial q_{_{i}}}}\,,\qquad i\,\,=\,\,1,\dots ,N\,\,.}
Полученная система канонических уравнений содержит вдвое больше дифференциальных уравнений, чем у Лагранжа, но зато все они первого порядка (у Лагранжа — второго).

#### Значение работ Гамильтона по динамике
Предложенная Гамильтоном форма динамики привлекла внимание многих крупных математиков XIX века — К. Якоби, М. В. Остроградского, Ш. Делоне, Э. Дж. Рауса, С. Ли, А. Пуанкаре и др., которые существенно расширили и углубили работы Гамильтона.
Высоко отозвался о работах Гамильтона по динамике член-корреспондент АН СССР Л. Н. Сретенский, отметивший: «Эти работы легли в основу всего развития аналитической механики в XIX веке». Аналогичное мнение выразил академик РАН В. В. Румянцев: «Оптико-механическая аналогия Гамильтона определила на столетие прогресс аналитической механики». По мнению профессора Л. С. Полака, это была «теория, почти не имеющая аналогов в механике по общности и абстрактности», открывшая колоссальные возможности в механике и смежных науках. Академик В. И. Арнольд следующим образом охарактеризовал возможности, открывшиеся после появления гамильтоновой механики:

Гамильтонова точка зрения позволяет исследовать до конца ряд задач механики, не поддающихся решению иными средствами (например, задачу о притяжении двумя неподвижными центрами и задачи о геодезических на трёхосном эллипсоиде). Ещё большее значение гамильтонова точка зрения имеет для приближённых методов теории возмущений (небесная механика), для понимания общего характера движения в сложных механических системах (эргодическая теория, статистическая механика) и в связи с другими разделами математической физики (оптика, квантовая механика и т. п.).

Подход Гамильтона оказался высоко эффективным во многих математических моделях физики. На этом плодотворном подходе основан, например, многотомный учебный курс «Теоретическая физика» Ландау и Лифшица. Первоначально вариационный принцип Гамильтона был сформулирован для задач механики, но при некоторых естественных предположениях из него выводятся уравнения Максвелла электромагнитного поля. С появлением теории относительности оказалось, что этот принцип строго выполняется и в релятивистской динамике. Его эвристическая сила существенно помогла разработке квантовой механики, а при создании общей теории относительности Давид Гильберт успешно применил гамильтонов принцип для вывода уравнений гравитационного поля (1915 год). Из сказанного следует, что принцип наименьшего действия Гамильтона занимает место среди коренных, базовых законов природы — наряду с законом сохранения энергии и законами термодинамики.

#### Другие работы в области механики

Годограф скорости

Гамильтону также принадлежит введение в механику понятия годографа (1846—1847 годы) — наглядного представления изменений величины и направления вектора с течением времени. Теория годографа была развита Гамильтоном для произвольной векторной функции скалярного аргумента; так именуется линия, описываемая при изменении аргумента концом вектора с началом в неподвижном полюсе. В кинематике чаще всего имеют дело с годографом скорости точки.
Гамильтон доказал красивую теорему (относящуюся уже к динамике): в случае движения по орбите под действием ньютоновского тяготения годограф скорости всегда является окружностью.

## Мировоззрение и личные качества

### Черты характера
Как собственные блестящие способности, так и неудачная личная жизнь вызвали в Гамильтоне непреодолимое увлечение творческим научным трудом. Он работал по 12 и более часов в день, забывая о еде. Как-то составил себе шутливую эпитафию: «Я был трудолюбивый и правдолюбивый».
Вёл активную переписку с коллегами и литераторами, из которой особенный интерес представляют письма к одному из создателей математической логики Августу де Моргану. По каким-то причинам он ни разу не обменивался письмами с крупнейшими математиками того времени (Гаусс, Коши, Риман и др.). Доставка в Ирландию иностранных научных журналов была нерегулярной, и в письмах Гамильтон жаловался на трудности ознакомления с новейшими математическими достижениями. В 1842 году Гамильтон побывал в Англии на научном семинаре и встретился с видным продолжателем своих работ Карлом Якоби, который позже назвал Гамильтона «Лагранжем этой страны».

### Философские и религиозные взгляды
Судя по письмам и заметкам Гамильтона, он живо интересовался философией и особенно ценил Беркли и Канта. Он не верил, что открытые нами законы природы адекватно отражают реальные закономерности. Научная модель мира и реальность, писал он, «интимно и чудесно связаны вследствие последнего единства, субъективного и объективного, в Боге, или, говоря менее специально и более религиозно, благодаря святости обнаружений, которые ему самому угодно было совершить во Вселенной для человеческого интеллекта». В соответствии с Кантом, Гамильтон считал научные представления порождениями человеческой интуиции.
Гамильтон был искренне верующим человеком, активным членом консервативного «Оксфордского движения» в англиканстве, был даже избран церковным старостой своего округа. В 1840-е годы он опубликовал в научных журналах статьи по двум религиозным проблемам: расчёт равноденствия в год Никейского собора и оценка времени вознесения Христа на небо.

### Методология научного исследования
Работая над основами математической оптики, Гамильтон пришёл к важным выводам методологического характера. Опубликованные уже в XX веке рукописи Гамильтона показывают, что к своим общим результатам в оптике он пришёл на основе кропотливого анализа частных случаев, после чего последовала тщательная отделка изложения, практически полностью скрывшая путь, по которому двигался автор.
Свою научно-методологическую концепцию Гамильтон изложил в 1833 году в статье «Об общем методе определения путей света и планет с помощью коэффициентов характеристической функции». В ней он писал, что всякая физическая наука имеет два различных направления развития — индуктивное и дедуктивное: «В каждой физической науке мы должны восходить от фактов к законам путём индукции и анализа и нисходить от законов к следствиям путём дедукции и синтеза». При этом для успешного применения математических методов дедуктивный подход должен опираться на общий метод, исходить из одной центральной идеи. Гамильтон подробно обосновал целесообразность принять для оптики в качестве общего закона закон наименьшего (стационарного) действия, а в конце статьи обсудил перспективы аналогичного подхода в механике и астрономии.

## Память
Множество понятий и утверждений в науке связано с именем У. Р. Гамильтона.
- Оператор Гамильтона
- Гамильтона–Якоби уравнение
- Гамильтониан (квантовая механика)
- Гамильтонов граф
- Гамильтонова механика
- Параметры Родрига — Гамильтона
- Принцип Гамильтона
- Теорема Гамильтона — Кэли
- Уравнение Гамильтона — Якоби — Беллмана
- Уравнения Гамильтона
- Функция Гамильтона

В честь учёного назван кратер Гамильтон на видимой стороне Луны.
В Ирландии два научных института названы в честь величайшего математика страны:
- Гамильтоновский институт при Национальном университете (The Hamilton Institute at the National University of Ireland)[101], Мейнут.
- Гамильтоновский институт математики (Hamilton Mathematics Institute) при дублинском Тринити-колледже[102].

В 2005 году научная общественность многих стран отметила 200-летие Уильяма Гамильтона; правительство Ирландии объявило этот год «годом Гамильтона», а Центральный банк Ирландии выпустил памятную монету достоинством 10 евро.

## Труды в русском переводе
- Гамильтон У. Р. Избранные труды: оптика, динамика, кватернионы. — М.: Наука, 1994. (Серия: Классики науки). — 560 с.
  - ГЕОМЕТРИЧЕСКАЯ ОПТИКА
    - Об одном взгляде на математическую оптику (9).
    - Третье дополнение к «Опыту теории систем лучей» (10).
    - О некоторых результатах, проистекающих из взгляда на характеристическую функцию в оптике (166).

  - ФИЗИЧЕСКАЯ ОПТИКА
    - Исследования по динамике света (175).
    - Исследования о колебании, связанном с теорией света (177).

  - ОПТИКО-МЕХАНИЧЕСКАЯ АНАЛОГИЯ
    - Об общем методе представления путей света и планет частными производными характеристической функции (184).
    - О приложении к динамике общего математического метода, ранее приложенного к оптике (210).

  - ДИНАМИКА
    - Об общем методе в динамике, посредством которого изучение движений всех свободных систем притягивающихся или отталкивающихся точек сводится к отысканию и дифференцированию одного центрального соотношения, или характеристической функции (215).
    - Второй очерк об общем методе в динамике (287).

  - КВАТЕРНИОНЫ
    - О кватернионах, или о новой системе мнимых величин в алгебре (345).
    - Предисловие к «Лекциям о кватернионах» (392).

  - ДОПОЛНЕНИЯ
    - Из письма У. Р. Гамильтона Дж. Гершелю (439).
    - Письмо У. Р. Гамильтона Джону Т. Грэйвсу, эсквайру (442).

  - ПРИЛОЖЕНИЯ
    - Полак Л. С. Уильям Роуэн Гамильтон (1805—1865) (457).
    - Александрова Н. В. Исчисление кватернионов Гамильтона (519).

  - Комментарии, библиография, указатель имён.

См. список математических трудов Гамильтона, там же ссылки на полный оригинальный текст этих его трудов в форматах (на выбор) Plain TeX, DVI, PostScript, PDF.